# Stanisław Kostrzewski
Stanisław Kostrzewski (ur. 1949) – polski ekonomista, były wiceprezes Banku Ochrony Środowiska, były skarbnik Prawa i Sprawiedliwości i główny doradca gospodarczy prezesa Prawa i Sprawiedliwości Jarosława Kaczyńskiego.

## Życiorys
Po przerwaniu studiów, zatrudnił się w wielobranżowej Usługowej Spółdzielni Pracy Czystość w Warszawie. Mając 26 lat w połowie lat 70. został awansowany na stanowisko kierownika zakładu, a w 1980 został prezesem Usługowej Spółdzielni Pracy Czystość. Ukończył wieczorowo studia w Szkole Głównej Planowania i Statystyki (temat pracy dyplomowej: Rentowność działalności usług na przykładzie Spółdzielni Pracy Usług Porządkowych Czystość). Studia magisterskie podyplomowe ukończył na Uniwersytecie Warszawskim.
W 1990 został zatrudniony jako urzędnik w rządzie Jana Krzysztofa Bieleckiego, po czym w 1991 został mianowany dyrektorem Departamentu Organizacyjnego Najwyższej Izby Kontroli, gdzie pracował do 1995. W wyborach w 1995 zaangażował się w kampanię prezydencką Lecha Kaczyńskiego. W latach 1996–1998 pełnił funkcję dyrektora gabinetu Głównego Inspektora Pracy. Od 1998 do 1999 sprawował funkcję wiceprezesa Banku Ochrony Środowiska.
W 2001 zaangażował się wraz z Jarosławem Kaczyńskim w tworzenie nowej prawicowej partii Prawo i Sprawiedliwość. W 2002 odpowiadał za stronę finansową kampanii Lecha Kaczyńskiego na urząd prezydenta Warszawy, a w 2004 kampanii PiS w wyborach do Parlamentu Europejskiego. W 2005 był w dużej mierze autorem Agendy 2005, planu zwycięstwa PiS w wyborach parlamentarnych oraz Lecha Kaczyńskiego w wyborach prezydenckich. Od 2005 do 2008 ponownie wiceprezesował Bankowi Ochrony Środowiska.
Członek Polskiej Zjednoczonej Partii Robotniczej do momentu jej rozwiązania. Od 2001 do 25 lutego 2006 i od 10 października 2009 do 5 września 2014 skarbnik PiS.
Ma dwoje dzieci: Michała (ur. 1973) i Małgorzatę (ur. 1978).